# 財津和夫 虹の向こう側
『財津和夫 虹の向こう側』（ざいつかずお にじのむこうがわ）は、2021年4月4日からRKB毎日放送（RKBラジオ）で放送されているトーク番組。

## 概要
財津が故郷福岡のエピソードや、影響を受けた音楽などについてトークする15分番組。
基本は財津と、アシスタントによる対談形式だが、2024年10月（4回）は、財津と同じチューリップの姫野達也を初めてマンスリーゲストとして招き、対談を行う。

## 放送時間
- 日曜日 18:15 - 18:30（JST。2021年4月4日〜[3]）

## パーソナリティ
- 財津和夫
- 下田文代（RKBアナウンサー。2023年10月1日 - ）

### 過去のパーソナリティ
- 武田伊央（RKBアナウンサー。番組開始 - 2023年9月24日）

## スポンサー
- 積水ハウス